# 愛爾蘭超級足球聯賽
愛爾蘭超級足球聯賽（League of Ireland Premier Division），2008年以前獲冠名贊助稱為「FAI愛爾蘭電訊愛爾蘭超級聯賽」（FAI eircom League of Ireland Premier Division），或簡稱為「愛爾蘭電訊超級聯賽」（eircom League Premier），是由愛爾蘭足球協會（Football Association of Ireland，簡稱FAI）與愛爾蘭足球聯賽（Football League of Ireland）合併後組成愛爾蘭的頂級足球聯賽，是愛爾蘭聯賽超級聯賽（League of Ireland Premier Division）的繼承者，屬於FAI愛爾蘭足球聯賽的第一級聯賽，其下為FAI愛爾蘭甲組足球聯賽（FAI First Division）。
所有來自舊聯賽的球會獲邀請加入新組成的聯賽，經由一個獨立評選委員會挑選，12支評分最高的球隊獲編入超級聯賽，餘下的10隊被編入甲組聯賽。2009年來自北愛爾蘭的德利城（Derry City）一度因違規被撤消參賽資格後，令全部球隊來自愛爾蘭本土。（Shamrock Rovers）是超級聯賽中最成功的球隊，曾奪得 15 次聯賽及 24 次愛爾蘭足協盃（FAI Cup）冠軍。

## 參賽球隊
2025年愛爾蘭超級足球聯賽參賽隊伍共有 10 支。
| 中文名稱     | 英文名稱                   | 所在城市 | 上季成績      |
| ------------ | -------------------------- | -------- | ------------- |
| 舒爾本       | Shelbourne F.C.            | 都柏林   | 第 1 位       |
| 沙姆洛克流浪 | Shamrock Rovers F.C.       | 都柏林   | 第 2 位       |
| 聖巴特里     | St Patrick's Athletic F.C. | 都柏林   | 第 3 位       |
| 德利城       | Derry City F.C.            | 德里     | 第 4 位       |
| 戈爾韋聯     | Galway United F.C.         | 高威     | 第 5 位       |
| 施利高流浪   | Sligo Rovers F.C.          | 斯萊戈   | 第 6 位       |
| 禾達福特     | Waterford F.C.             | 沃特福德 | 第 7 位       |
| 波希米亞人   | Bohemian F.C.              | 都柏林   | 第 8 位       |
| 杜希達聯     | Drogheda United F.C.       | 德羅赫達 | 第 9 位       |
| 曲克城       | Cork City F.C.             | 科克     | 甲組，第 1 位 |

## 歷屆冠軍
參見：愛爾蘭足球联赛歷屆冠軍為1921年至2006年愛爾蘭共和國頂級足球聯賽冠軍列表
以下為歷屆聯賽冠軍：
- 1985–86：沙姆洛克流浪
- 1986–87：沙姆洛克流浪
- 1987–88：鄧達克
- 1988–89：德利城
- 1989–90：聖巴特里
- 1990–91：鄧達克
- 1991–92：舒爾本
- 1992–93：曲克城
- 1993–94：沙姆洛克流浪
- 1994–95：鄧達克
- 1995–96：聖巴特里
- 1996–97：德利城
- 1997–98：聖巴特里
- 1998–99：聖巴特里
- 1999–2000：舒爾本
- 2000–01：波希米亞人
- 2001–02：舒爾本
- 2002–03：波希米亞人
- 2003：舒爾本
- 2004：舒爾本
- 2005：曲克城
- 2006：舒爾本
- 2007：杜希達聯
- 2008：波希米亞人
- 2009：波希米亞人
- 2010：沙姆洛克流浪
- 2011：沙姆洛克流浪
- 2012：施利高流浪
- 2013：聖巴特里
- 2014：鄧達克
- 2015：鄧達克
- 2016：鄧達克
- 2017：曲克城
- 2018：鄧達克
- 2019：鄧達克
- 2020：沙姆洛克流浪
- 2021：沙姆洛克流浪
- 2022：沙姆洛克流浪
- 2023：沙姆洛克流浪
- 2024：舒爾本

## FIFA 08
EA Sports宣佈「FAI愛爾蘭超級聯賽」的球隊已包含在旗下的視頻遊戲「FIFA 08」中，成為加入這款國際足協遊戲的第30個聯賽，是肯定這個聯賽改進素質及普及的里程碑。

## 外部連結
- Final meeting of the old-style National League marks the end of an era （页面存档备份，存于）
- FAI name the 12 clubs who will participate in the Premier Division
- 20 EL clubs granted license